# Hegnetslund Lervarefabrik
|  | Denne artikel er oprettet af botten Steenthbot ud fra en ekstern database. Den kan derfor have sproglige fejl eller mangler. Denne skabelon kan fjernes efter kontrol af indholdet. |

Hegnetslund Lervarefabrik er en dansk dokumentarfilm fra 1937.

## Handling
Film om fremstilling af brugs- og kunstkeramik på Hegnetslund Lervarefabrik. Fabrikken, der lå i Herfølge, eksisterede fra 1892 til 1991.